# Dammen (Svenarums socken, Småland)
Dammen är en sjö i Vaggeryds kommun i Småland och ingår i Lagans huvudavrinningsområde.